# Ralf Geilenkirchen
Ralf Geilenkirchen (Aquisgrana, 26 aprile 1966) è un ex calciatore tedesco, di ruolo centrocampista.